# Championnat de Tunisie masculin de basket-ball 2016-2017
Navigation
Saison précédente Saison suivante
La saison 2016-2017 du championnat de Tunisie masculin de basket-ball est la 62e édition de la compétition.

## Clubs participants

### Poule A
- Association sportive d'Hammamet
- Club africain
- Club sportif des cheminots
- Étoile sportive goulettoise
- Stade gabésien
- Stade nabeulien
- Union sportive monastirienne

### Poule B
- Dalia sportive de Grombalia
- Étoile sportive de Radès
- Étoile sportive du Sahel
- Ezzahra Sports
- Jeunesse sportive d'El Menzah
- Jeunesse sportive kairouanaise
- Union sportive El Ansar

## Compétition
Le barème de points servant à établir le classement se décompose ainsi :
- Victoire : 2 points
- Défaite : 1 point
- Forfait et match perdu par pénalité : 0 point

### Phase 1

#### Poule A
| Rang | Équipe                       | Pts | J  | G  | P  | Pp  | Pc   | Diff |
| ---- | ---------------------------- | --- | -- | -- | -- | --- | ---- | ---- |
| 1    | Club africain T              | 24  | 12 | 12 | 0  | 921 | 657  | 264  |
| 2    | Union sportive monastirienne | 20  | 12 | 8  | 4  | 807 | 653  | 154  |
| 3    | Stade nabeulien              | 20  | 12 | 8  | 4  | 816 | 721  | 95   |
| 4    | AS Hammamet                  | 19  | 12 | 7  | 5  | 797 | 902  | -105 |
| 5    | Club sportif des cheminots   | 15  | 12 | 3  | 9  | 731 | 848  | -117 |
| 6    | Étoile sportive goulettoise  | 14  | 12 | 2  | 10 | 718 | 804  | -86  |
| 7    | Stade gabésien P             | 14  | 12 | 2  | 10 | 800 | 1005 | -205 |

| Légende :                                                            |
| - Qualification pour les play-offs - Qualification pour les play-out |
| T : Tenant du titre                                                  |
| F : Finaliste du championnat 2015-2016                               |
| P : Promu de la Nationale B 2015-2016                                |
| C : Vainqueur de la coupe de Tunisie 2015-2016                       |
| L : Vainqueur de la coupe FTBB                                       |
| 0                                                                    |

| Résultats (dom.\ext.)                                              | ASH     | CA      | CSC     | ESG     | SG      | SN      | USMo    |
| ASH                                                                |         | 67 - 83 | 68 - 62 | 72 - 64 | 90 - 72 | 66 - 50 | 66 - 56 |
| CA                                                                 | 99 - 33 |         | 86 - 61 | 79 - 41 | 96 - 60 | 64 - 57 | 75 - 71 |
| CSC                                                                | 68 - 75 | 54 - 70 |         | 66 - 60 | 71 - 70 | 41 - 77 | 56 - 64 |
| ESG                                                                | 76 - 79 | 51 - 59 | 68 -60  |         | 91 - 66 | 59 - 62 | 38 - 62 |
| SG                                                                 | 98 - 74 | 59 - 83 | 62 - 85 | 79 - 76 |         | 63 - 83 | 55 - 88 |
| SN                                                                 | 84 - 47 | 53 - 63 | 79 - 62 | 67 - 54 | 87 - 78 |         | 66 - 60 |
| USMo                                                               | 90 - 60 | 50 - 64 | 68 - 47 | 53 - 39 | 81 - 36 | 64 - 51 |         |
| - Victoire à domicile - Victoire à l'extérieur - Match non disputé |         |         |         |         |         |         |         |

#### Poule B
| Rang | Équipe                         | Pts | J  | G  | P  | Pp  | Pc  | Diff |
| ---- | ------------------------------ | --- | -- | -- | -- | --- | --- | ---- |
| 1    | Étoile sportive du Sahel C, F  | 23  | 12 | 11 | 1  | 956 | 722 | 234  |
| 2    | Étoile sportive de Radès       | 23  | 12 | 11 | 1  | 935 | 767 | 168  |
| 3    | Jeunesse sportive kairouanaise | 19  | 12 | 7  | 5  | 839 | 828 | 11   |
| 4    | Dalia sportive de Grombalia    | 18  | 12 | 6  | 6  | 816 | 835 | -19  |
| 5    | Ezzahra Sports                 | 16  | 12 | 4  | 8  | 773 | 825 | -52  |
| 6    | Jeunesse sportive d'El Menzah  | 15  | 12 | 3  | 9  | 778 | 893 | -115 |
| 7    | Union sportive El Ansar P      | 12  | 12 | 0  | 12 | 672 | 899 | -227 |

| Légende :                                                            |
| - Qualification pour les play-offs - Qualification pour les play-out |
| T : Tenant du titre                                                  |
| F : Finaliste de championnat 2015-2016                               |
| P : Promu de Nationale B 2015-2016                                   |
| C : Vainqueur de la coupe de Tunisie 2015-2016                       |
| L : Vainqueur de la coupe FTBB                                       |
| 0                                                                    |

| Résultats (dom.\ext.)                                              | DSG     | ESR     | ESS     | EZS     | JSM      | JSK      | USA     |
| DSG                                                                |         | 61 - 78 | 73 - 90 | 63 - 61 | 81 - 76  | 76 - 71  | 67 - 57 |
| ESR                                                                | 82 - 66 |         | 76 - 74 | 82 - 64 | 101 - 58 | 92 - 78  | 80 - 39 |
| ESS                                                                | 66 - 55 | 81 - 55 |         | 73 - 56 | 92 - 56  | 102 - 72 | 74 - 52 |
| EZS                                                                | 59 - 69 | 65 - 74 | 63 - 74 |         | 71 - 65  | 56 - 68  | 67 - 48 |
| JSM                                                                | 66 - 64 | 68 - 73 | 49 - 70 | 77 - 79 |          | 67 - 70  | 65 - 55 |
| JSK                                                                | 80 - 71 | 64 - 68 | 58 - 65 | 55 - 52 | 67 - 60  |          | 74 - 44 |
| USA                                                                | 49 - 70 | 49 - 74 | 57 - 95 | 77 - 80 | 70 - 71  | 75 - 79  |         |
| - Victoire à domicile - Victoire à l'extérieur - Match non disputé |         |         |         |         |          |          |         |

#### Matchs de barrage
- Pour le bonus : Club africain - Étoile sportive du Sahel (87-72, 77-86, 78-91)
- Pour le play-off : Jeunesse sportive kairouanaise - Association sportive d'Hammamet (76-73, 92-95, 83-77)
- Pour le play-off : Stade nabeulien - Dalia sportive de Grombalia (56-53, 57-54)

### Phase 2

#### Play-off
| Rang | Équipe                         | Pts | J  | G | P | Pp  | Pc  | Diff |
| ---- | ------------------------------ | --- | -- | - | - | --- | --- | ---- |
| 1    | Étoile sportive de Radès       | 18  | 10 | 8 | 2 | 728 | 609 | 119  |
| 2    | Étoile sportive du Sahel (+1)  | 18  | 10 | 7 | 3 | 713 | 666 | 47   |
| 3    | Club africain                  | 15  | 10 | 5 | 5 | 645 | 651 | -6   |
| 4    | Union sportive monastirienne   | 14  | 10 | 4 | 6 | 646 | 641 | 5    |
| 5    | Jeunesse sportive kairouanaise | 13  | 10 | 3 | 7 | 628 | 697 | -69  |
| 6    | Stade nabeulien                | 13  | 10 | 3 | 7 | 610 | 706 | -96  |

| Légende :                                |
| - Qualification pour les super play-offs |
| 0                                        |

| Résultats (dom.\ext.)                                              | CA      | ESR     | ESS     | JSK     | SN      | USM     |
| CA                                                                 |         | 78 - 64 | 63 - 57 | 65 - 70 | 68 - 56 | 78 - 69 |
| ESR                                                                | 72 - 61 |         | 67 - 68 | 89 - 55 | 71 - 59 | 75 - 54 |
| ESS                                                                | 84 - 64 | 55 - 72 |         | 83 - 81 | 88 - 66 | 61 - 57 |
| JSK                                                                | 49 - 52 | 55 - 69 | 65 - 88 |         | 76 - 49 | 55 - 54 |
| SN                                                                 | 67 - 59 | 61 - 72 | 65 - 78 | 65 - 59 |         | 71 - 68 |
| USM                                                                | 63 - 57 | 63 - 77 | 66 - 53 | 85 - 63 | 67 - 51 |         |
| - Victoire à domicile - Victoire à l'extérieur - Match non disputé |         |         |         |         |         |         |

#### Play-out
| Résultats (dom.\ext.)                                              | ASH     | CSC     | DSG     | ESG      | EZS     | JSM     | SG      | USA     |
| ASH                                                                |         | 64 - 68 | 73 - 72 | 92 - 88  | 75 - 64 | 58 - 65 | 78 - 64 | 72 - 64 |
| CSC                                                                | 80 - 72 |         | 58 - 61 | 61 - 66  | 43 - 46 | 82 - 67 | 85 - 55 | 68 - 74 |
| DSG                                                                | 72 - 69 | 82 - 79 |         | 105 - 86 | 64 - 73 | 82 - 71 | 76 - 82 | 65 - 70 |
| ESG                                                                | 76 - 72 | 61 - 67 | 87 - 73 |          | 75 - 64 | 86 - 75 | 89 - 81 | 79 - 65 |
| EZS                                                                | 68 - 60 | 63 - 60 | 68 - 67 | 79 - 70  |         | 62 - 73 | 20 - 0  | 83 - 68 |
| JSM                                                                | 74 - 69 | 62 - 60 | 69 - 77 | 61 - 66  | 55 - 54 |         | 65 - 62 | 61 - 59 |
| SG                                                                 | 82 - 83 | 48 - 70 | 53 - 94 | 0 - 20   | 63 - 78 | 86 - 81 |         | 63 - 74 |
| USA                                                                | 67 - 64 | 69 - 60 | 70 - 71 | 82 - 70  | 60 - 64 | 81 - 84 | 20 - 0  |         |
| - Victoire à domicile - Victoire à l'extérieur - Match non disputé |         |         |         |          |         |         |         |         |

| Rang | Équipe                               | Pts | J  | G  | P  | Pp   | Pc   | Diff |
| ---- | ------------------------------------ | --- | -- | -- | -- | ---- | ---- | ---- |
| 1    | Ezzahra Sports                       | 24  | 14 | 10 | 4  | 887  | 843  | 44   |
| 2    | Dalia sportive de Grombalia (+1)     | 23  | 14 | 8  | 6  | 1061 | 1008 | 53   |
| 3    | Étoile sportive goulettoise          | 23  | 14 | 8  | 5  | 1019 | 977  | 42   |
| 4    | Jeunesse sportive d'El Menzah        | 22  | 14 | 8  | 6  | 963  | 985  | -22  |
| 5    | Association sportive d'Hammamet (+1) | 21  | 14 | 6  | 8  | 1001 | 1004 | -3   |
| 6    | Union sportive El Ansar              | 21  | 14 | 7  | 7  | 923  | 904  | 19   |
| 7    | Club sportif des cheminots           | 20  | 14 | 6  | 8  | 941  | 890  | 51   |
| 8    | Stade gabésien                       | 13  | 14 | 2  | 12 | 739  | 933  | -194 |

| Légende :                         |
| - Relégué en division nationale B |
| 0                                 |

### Phase 3 (super play-off)
|  | Demi-finales              | Demi-finales              | Demi-finales              | Demi-finales              | Demi-finales              |  |               | Finale                  | Finale       | Finale       | Finale       | Finale |
|  |                           |                           |                           |                           |                           |  |               |                         |              |              |              |        |
|  | Sam 8 avril, sam 15 avril |                           |                           |                           |                           |  |               |                         |              |              |              |        |
|  | (1) ES Radès              | 2                         | 85                        | 59                        |                           |  |               |                         |              |              |              |        |
|  | (4) US Monastir           | 0                         | 60                        | 57                        |                           |  |               |                         |              |              |              |        |
|  |                           |                           |                           |                           |                           |  |               | Sam 29 avril, sam 6 mai |              |              |              |        |
|  |                           |                           |                           |                           |                           |  | ES Radès      | 2                       | 79           | 83           |              |        |
|  |                           | ES Sahel                  | 0                         | 61                        | 72                        |  |               |                         |              |              |              |        |
|  |                           |                           |                           |                           |                           |  |               |                         |              |              |              |        |
|  |                           |                           |                           |                           |                           |  |               | Match pour la 3e place  |              |              |              |        |
|  | Sam 8 avril, sam 16 avril | Sam 8 avril, sam 16 avril | Sam 8 avril, sam 16 avril | Sam 8 avril, sam 16 avril | Sam 8 avril, sam 16 avril |  | Sam 29 avril  | Sam 29 avril            | Sam 29 avril | Sam 29 avril | Sam 29 avril |        |
|  | (2) ES Sahel              | 2                         | 79                        | 68                        |                           |  | Club africain | 0                       | -            | -            |              |        |
|  | (3) Club africain         | 0                         | 78                        | 61                        |                           |  |               | US Monastir             | 1            | Forfait      |              |        |

|  | Suivi de la série. |

|  | Score de l'équipe recevante. |

|  | Score de l'équipe en déplacement. |

## Champion
- Étoile sportive de Radès
  - Président : Adel Ben Romdhane
  - Entraîneur : Panayótis Yannákis puis Adel Tlatli
  - Joueurs : Omar Abada, Mourad El Mabrouk, Kelvin Matthews, Marouan Kechrid, Mohamed Abbassi, Dustin Salisbery, Mohamed Hadidane, Amine Rzig, Amine Maghrebi, Achref Gannouni, Amrou Bouallegue, Ahmed Smaali, Hosni Ilahi, Louay Roudesli, Mohamed Khalil Hajri, Zouahir Senoussi, Bilel Saddadi

## Autres
| Récompense               | Joueur                                 | Club                      |
| ------------------------ | -------------------------------------- | ------------------------- |
| Meilleur étranger        | Kelvin Matthews                        | ES Radès                  |
| Meilleur joueur tunisien | Omar Abada                             | ES Radès                  |
| Meilleure révélation     | Mohamed Adam Rassil et Eskander Bhouri | AS Hammamet / US Monastir |
| Meilleur meneur          | Omar Abada                             | ES Radès                  |
| Meilleur arrière         | Mourad El Mabrouk                      | ES Radès                  |
| Meilleur ailier          | Ziyed Chennoufi                        | Club africain             |
| Meilleur ailier fort     | Firas Lahyani                          | US Monastir               |
| Meilleur pivot           | Makrem Ben Romdhane                    | ES Sahel                  |

- Prix du fair-play : Étoile sportive du Sahel[1]

L'Espoir sportif tunisien (premier de la Ligue 2), nouvellement créé, et l'Avenir sportif de La Marsa (deuxième de la Ligue 2) accèdent en division nationale A. 